# Rolf Straubel
Rolf Straubel (* 1951) ist ein deutscher Historiker.
Rolf Straubel hat seit 1978 Beiträge zur brandenburgisch-preußischen Geschichte und Personengeschichte veröffentlicht. Er ist promoviert und habilitiert sowie Mitglied der Brandenburgischen Historischen Kommission. Derzeit ist er Projektmitarbeiter bei Dietmar Grypa am Institut für Geschichte (Neuere und Neueste Geschichte, Bayerische Landesgeschichte) an der Julius-Maximilians-Universität Würzburg.

## Schriften
- Der Berliner Polizeidirektor und das Textilgewerbe der brandenburgisch-preußischen Residenz, 1984 (Dissertation).
- Kaiser, König, Kardinal. Deutsche Fürsten 1500–1800, Leipzig 1991 (Hrsg. mit Ulman Weiss).
- Preußische Manufakturen, Bayreuth 1994.
- Kaufleute und Manufakturunternehmer, Stuttgart 1995.
- Frankfurt (Oder) und Potsdam am Ende des Alten Reiches, Potsdam 1995.
- Beamte und Personalpolitik im altpreußischen Staat, Potsdam 1998.
- Carl August von Struensee. Preußische Wirtschafts- und Finanzpolitik im ministeriellen Kräftespiel (1786–1804/06), Potsdam 1999.
- Adlige und bürgerliche Beamte in der friderizianischen Justiz- und Finanzverwaltung. Ausgewählte Aspekte eines sozialen Umschichtungsprozesses und seiner Hintergründe (1740–1806). BWV Berliner Wissenschafts-Verlag, Berlin 2010, ISBN 978-3-8305-1842-6.
- Er möchte nur wissen, daß die Armee mir gehöret. Friedrich II. und seine Offiziere, 2012 (Rezension von Manfred Backerra).
- Biographisches Handbuch der preußischen Verwaltungs- und Justizbeamten 1740–1806/15 (= Historische Kommission zu Berlin, Einzelveröffentlichungen, Band 85). K.-G. Saur, München 2009, ISBN 978-3-598-23229-9 (Vorwort von Klaus Neitmann). (Auszüge)
- Zwischen monarchischer Autokratie und bürgerlichem Emanzipationsstreben, Berlin 2012.
- Friedrich Christoph von Goerne (1734–1817). (= Veröffentlichungen des Brandenburgischen Landeshauptarchivs, Band 67). BWV Berliner Wissenschafts-Verlag, Berlin 2014, ISBN 978-3-8305-3261-3.
- Grundbesitz und Militärdienst: Kurzbiographien pommerscher Offiziere (1715 bis 1806). 2021. (Auszüge)
- Biographisches Handbuch neumärkischer Offiziere (1715–1806). Familie – Laufbahn – Grundbesitz. (= Veröffentlichungen der Brandenburgischen Historischen Kommission e. V., Band XXVII). De Gruyter Oldenbourg, Berlin/München/Boston 2024, ISBN 978-3-11-131995-7. (Auszüge)